# Правосубъектность
Правосубъектность — юридическая категория, под которой понимается способность физического или юридического лица иметь и осуществлять, непосредственно или через своих представителей, юридические права и обязанности, то есть выступать субъектом правоотношений.

## Характеристика
В каждой отрасли права есть специальные нормы, назначением которых является установление круга лиц, подпадающих под действие норм данной отрасли. Это делается посредством перечисления признаков, указания на качества, которыми субъекты должны обладать, чтобы выступить в роли адресатов норм отрасли. Совокупность установленных нормами права качеств, дающая субъекту возможность быть носителем юридических прав и обязанностей, называется правосубъектностью.
В теории права имеется достаточно обоснованная точка зрения, состоящая в том, что правосубъектность может рассматриваться как своего рода субъективное юридическое право — «право на право», существующее в рамках так называемых общих (общерегулятивных) правоотношений по линии норм конституционного права. Действительно, общая с субъективным правом природа правосубъектности здесь налицо — правосубъектность также представляет собой определенную юридическую возможность.

## Структура
Элементами правосубъектности являются: правоспособность, дееспособность, деликтоспособность.

### Правоспособность
Правоспособность — способность лица иметь гражданские права и нести обязанности (17 ГК РФ)
Гражданин вправе:1) иметь имущество на праве собственности; 2) наследовать и завещать имущество; 3) заниматься предпринимательской деятельностью и любой иной не запрещенную законом деятельностью;4) создавать юридические лица; 5) совершать любые не противоречащие закону сделки; 6) избирать место жительства; 7)иметь иные имущественные и личные неимущественные права.

### Дееспособность
Дееспособность — это способность гражданина своими действиями приобретать и осуществлять гражданские права, создавать для себя гражданские обязанности и исполнять их.

### Деликтоспособность
Деликтоспособность — способность нести гражданско-правовую ответственность за вред, причиненный его противоправным действием либо бездействием.

## Виды
Правосубъектность может быть общей (способность быть субъектом права вообще), отраслевой (способность быть субъектом права в определенных социально-правовых отношениях) и специальной (например, правосубъектность юридических лиц).
Исходное правовое положение субъектов характеризуется понятием «правовой статус». Наиболее широким он является у граждан и складывается из правосубьектности и конституционных прав и обязанностей, которые по Конституции Российской Федерации составляют основы правового статуса личности и являются действующими непосредственно (гл. 2 Конституции РФ). Правовой статус граждан Российской Федерации является равным для всех.
Слово «status» в переводе с латинского означает «состояние», «положение». Тем не менее в литературе предлагается наряду с понятием правового статуса не выделять понятие «правовое положение». Такое дополнение имеет смысл, если под «правовым положением» понимать конкретное правовое положение субъекта, которое определяется как его правовым статусом, так и совокупностью конкретных правовых связей, в которых он состоит.